# Dioscorea perdicum
Dioscorea perdicum är en enhjärtbladig växtart som beskrevs av Paul Hermann Wilhelm Taubert. Dioscorea perdicum ingår i släktet Dioscorea och familjen Dioscoreaceae. Inga underarter finns listade i Catalogue of Life.